# دغبانية

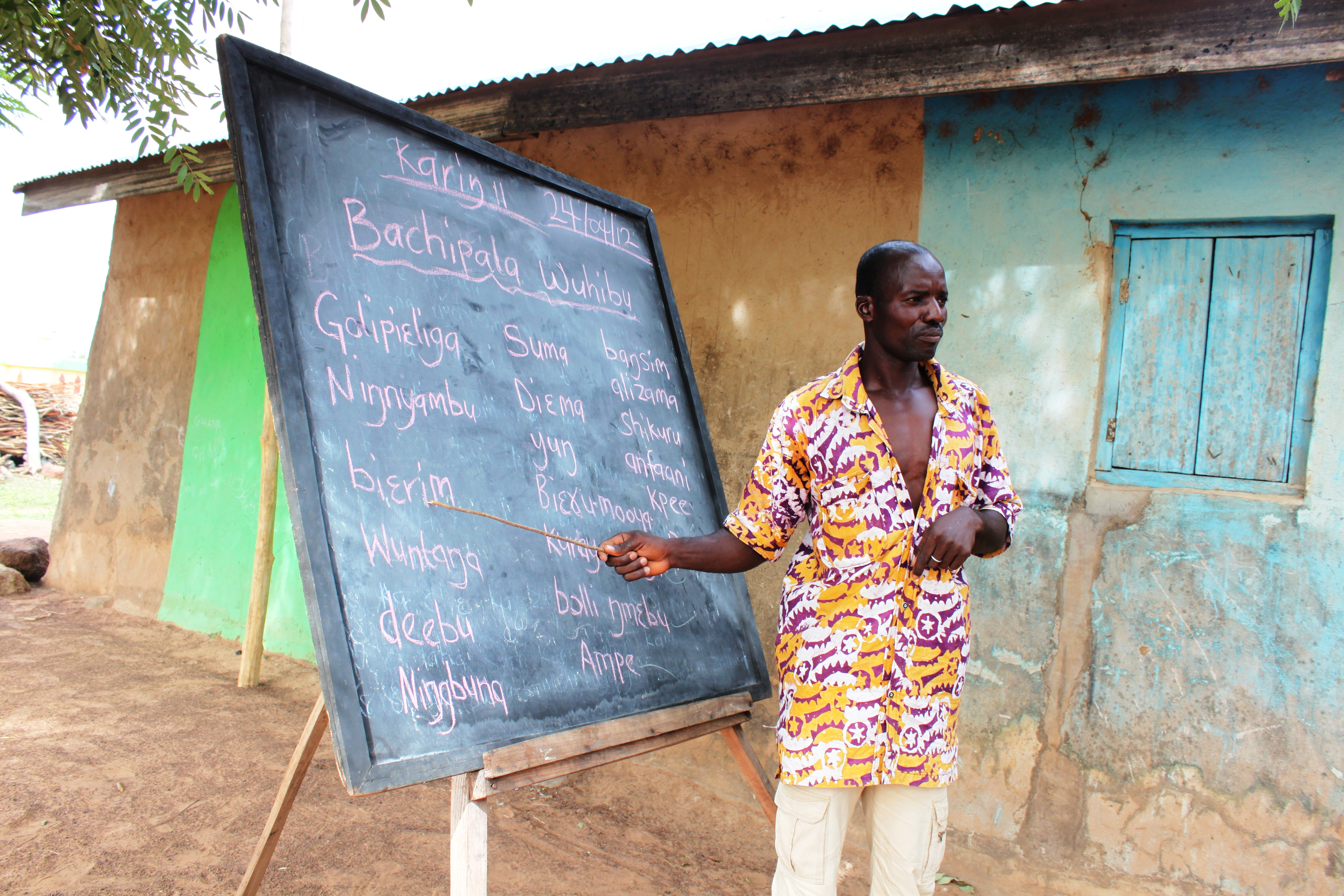
تدريس اللغة في شمال غانا.

الداغبانية ، وتسمى أيضًا داغباني أو داغومبا، والمعروفة أيضًا باسم الدغبانلي والداغبانلي، هي لغة من لغات الغور تُستخدم في غانا وشمال توغو. ويقدر عدد متحدثيها الأصليين بحوالي 3,160,000 شخص. ويرتفع هذا العدد إلى أكثر من 6,000,000 إذا أضيفت لغات أخرى غير مفهومة مثل المامبروسي. وهي مادة إجبارية في المدارس الابتدائية والإعدادية في مملكة داغبون التي تغطي الجزء الشمالي الشرقي من غانا. الدغبانية هي اللغة الأكثر انتشارًا في شمال غانا، وتحديدًا بين القبائل التي تخضع لسلطة ملك الدغبون، المعروف باسم اليا نا.
داغبون هي مملكة قديمة تقع في شمال غانا، واليا نا هو كبير القوم أو الملك الذي يحكم مختلف القبائل والمجتمعات داخل مملكة داغبون.
وهي ترتبط ارتباطاً وثيقاً بلغات المامبرولي والنابت والتالني والكامارا والكانتوسي والهانغا التي يتحدث بها أيضاً في المناطق الشمالية والشمالية الشرقية والأعلى الشرقية والسافانا. كما أن الدغبانية تتشابه أيضًا مع اللغات الأخرى المنتمية لنفس المجموعة الفرعية المحكية في مناطق أخرى. ويشمل ذلك لغتي الداغاري والوالي اللتين يتم التحدث بهما في المنطقة الغربية العليا من غانا، ولغتي الفرافرا وكوسال اللتين يتم التحدث بهما في المنطقة الشرقية العليا من غانا.
تتميز هذه اللغة بالحد الأدنى من النغمات، ولكنها أيضًا تصريفية، مع نهايات خاصة تعدل جذور الأسماء الأساسية، وتحتوي على 23 حرفًا ساكنًا و7 حروف متحركة.

## كتابة
تم توحيد التهجئة الداجبانية من قبل مكتب لغات غانا، لا سيما في إصدار دليل اللغة الداجباني الذي نُشر في عام 1961، وتم تحديثه وإعادة إصداره في عامي 1968 و1976.
| A | B | Ch | D | E | Ɛ | F | G | Gb | Ɣ | H | I | J | K | Kp | L | M | N | Ny | Ŋ | O | Ɔ | P | R | S | Sh | T | U | W | Y | Z | Ʒ | ’ |
| a | b | ch | d | e | ɛ | f | g | gb | ɣ | h | i | j | k | kp | l | m | n | ny | ŋ | o | ɔ | p | r | s | sh | t | u | w | y | z | ʒ | ’ |

## انظر كذلك

### فهرس
- Baldi, Sergio; Adam, Mahmoud (2005). Dagbani basic and cultural vocabulary (بالإنجليزية). Università degli studi di Napoli: L’Orientale, Dipartimento di studi e ricerche su Africa e paesi arabi. p. 146. ISBN:889504407X.
- Language guide (بالإنجليزية). Accra: Bureau of Ghana Languages. 1961.
- Language guide (بالإنجليزية). Accra: Bureau of Ghana Languages. 1968.
- Language guide (بالإنجليزية). Accra: Bureau of Ghana Languages. 1976. ISBN:9964-2-0412-4.
- Dagbani for beginners: a TICCS language course (بالإنجليزية). Tamale: Tamale Institute of Cross-Cultural Studies (TICCS). 2002.

### روابط خارجية
- "Dagbani dictionary". Webonary.org (بالإنجليزية). Archived from the original on 2023-05-10.